# Toraldtjärnen
Toraldtjärnen är en sjö i Älvdalens kommun i Dalarna och ingår i Dalälvens huvudavrinningsområde. Sjön har en area på 0,085 kvadratkilometer och ligger 585,2 meter över havet.

## Delavrinningsområde
Toraldtjärnen ingår i det delavrinningsområde (681481-140426) som SMHI kallar för Ovan Aspvasslen. Medelhöjden är 530 meter över havet och ytan är 62,88 kvadratkilometer. Räknas de 20 avrinningsområdena uppströms in blir den ackumulerade arean 400,86 kvadratkilometer. Rotnen som avvattnar avrinningsområdet har biflödesordning 2, vilket innebär att vattnet flödar genom totalt 2 vattendrag innan det når havet efter 379 kilometer. Avrinningsområdet består mestadels av skog (90 procent). Avrinningsområdet har 0,09 kvadratkilometer vattenytor vilket ger det en sjöprocent på 0,1 procent.